# Bragança (Pará)
Bragança es un municipio brasileño del estado del Pará. Se localiza a una latitud 01º03'13" sur y a una longitud 46º45'56" oeste, estando a una altitud de 19 metros. Su población estimada en 2010 era de 113.863 habitantes.

## Infraestructura
Bragança posee el mayor polo pesquero del estado del Pará, exportando su producción principalmente hacia las capitales del nordeste y para el propio estado del Pará.

## Clima
El clima que es caliente y húmedo con una temperatura media anual elevada durante el año que gira en torno a los 26 °C de octubre a diciembre, existen temperaturas elevadas registrándose máximas absolutas mayores de 40 °C. De marzo a abril, son meses más fríos y en julio, normalmente, existen mínimas absolutas más bajas a los 14 °C. 

## Otras imágenes

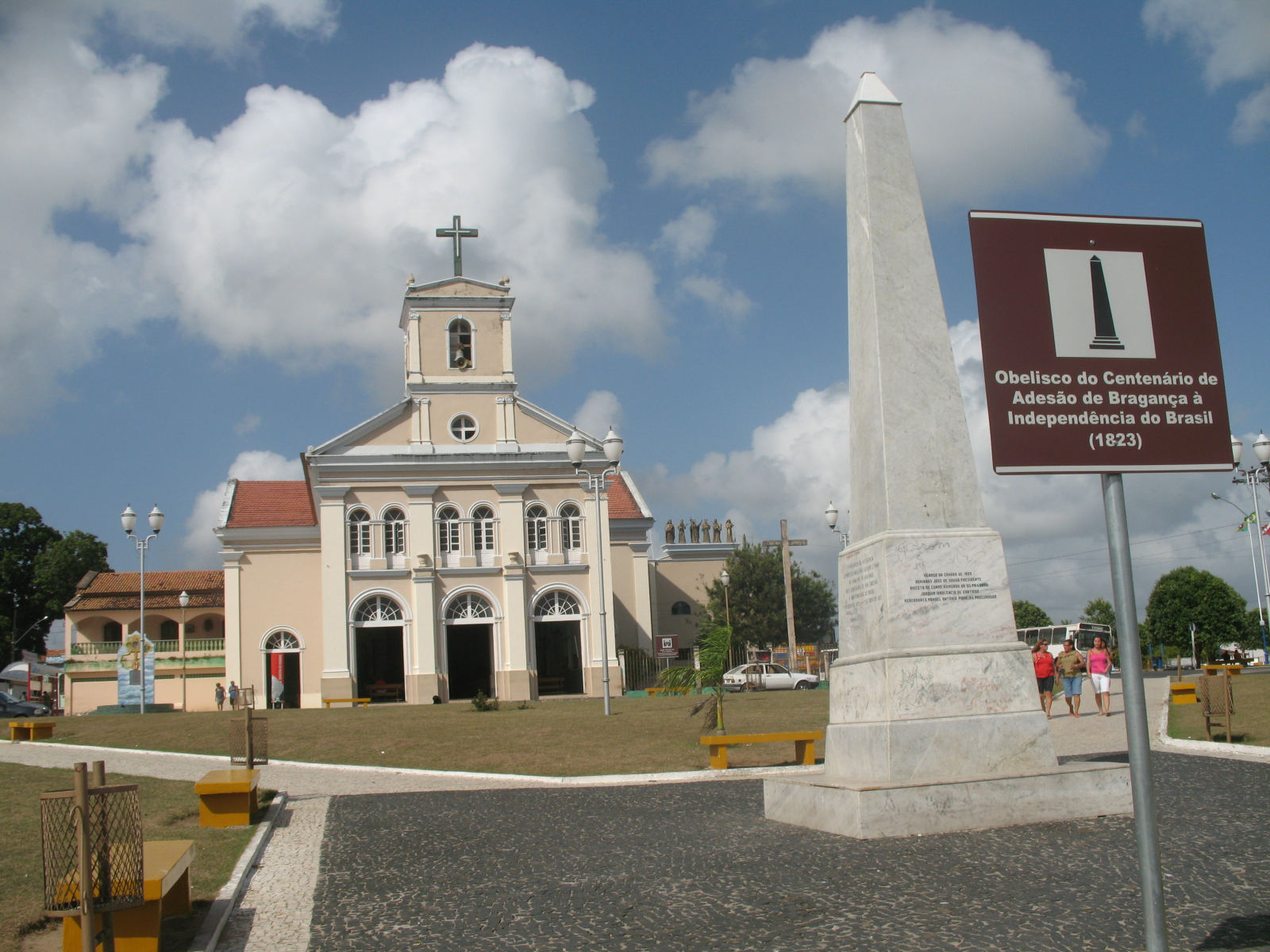
Obelisco del centenario de la Independencia del Brasil (1823) y de la Plaza de la Catedral de Nuestra Señora del Rosário.
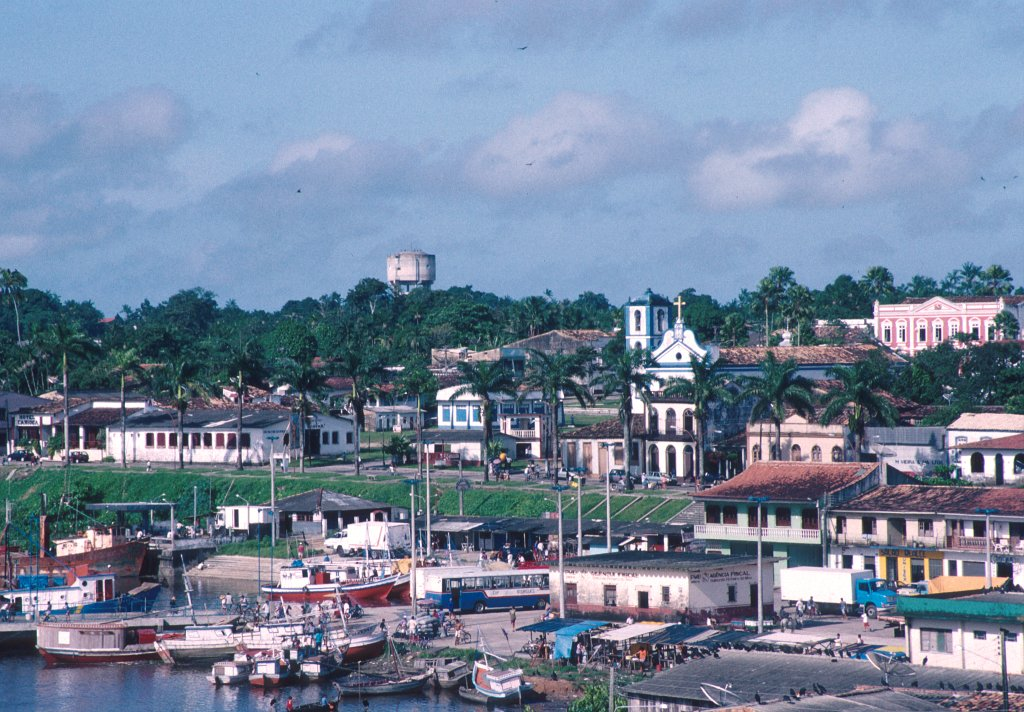
Panorama de la ciudad, con la Iglesia de São Benedito en el centro.